# Groß Gievitz
Groß Gievitz is een Ortsteil van de Duitse gemeente Peenehagen in de deelstaat Mecklenburg-Voor-Pommeren. Tot 1 januari 2012 was Groß Gievitz een zelstandige gemeente met de Ortsteilen Carlsruh, Klein Gievitz, Minenhof en Sorgenlos.

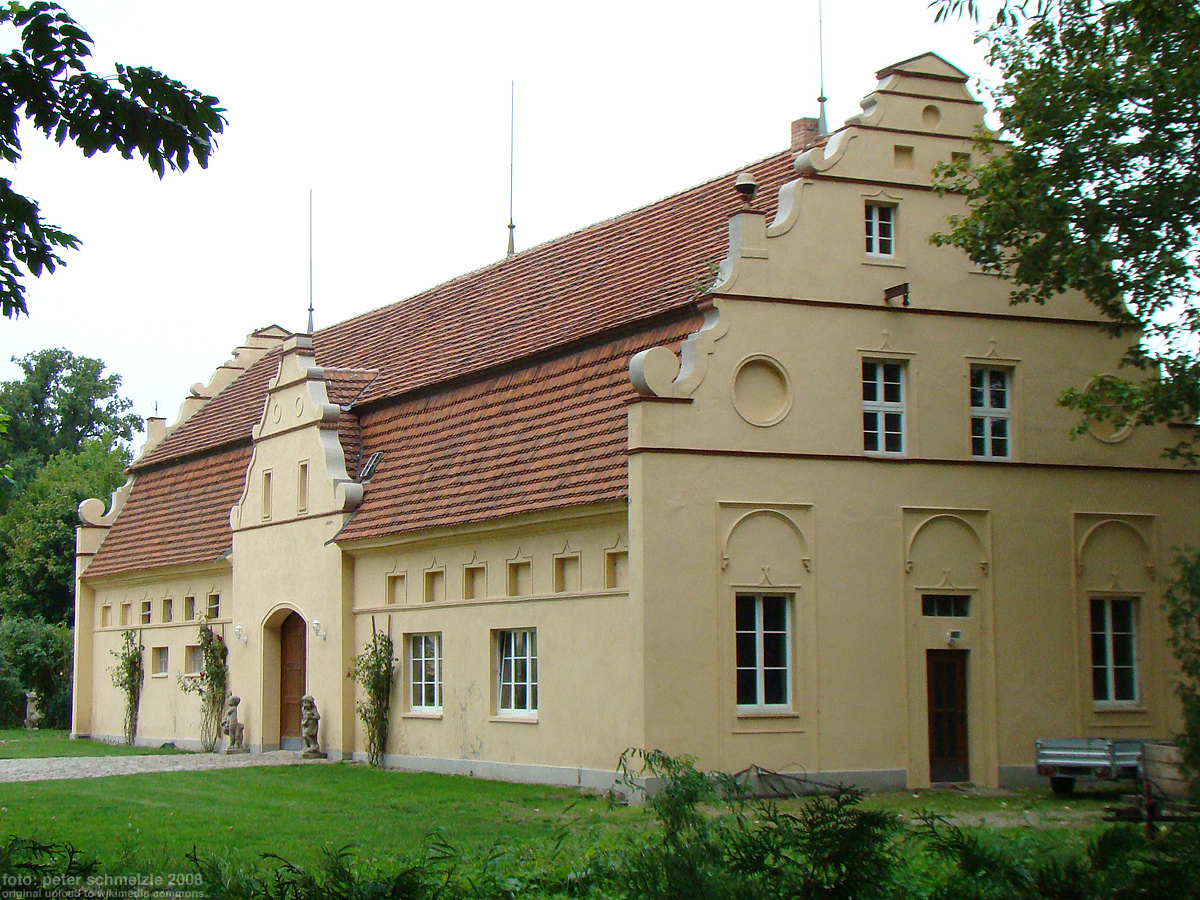

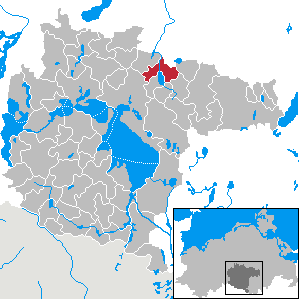
Ligging van de voormalige gemeente in de landkreis.